# Monument de la Creu
El Monument de la Creu és un monument civil i element singular situat a la Plaça de la Creu del poble de Solivella. La creu fou construïda en acabar la Guerra Civil Espanyola. En la construcció del monument es va utilitzar pedra polida i formes geomètriques combinades. Conté dos cossos un a dalt de l'altre amb dues plataformes que sobresurten. A dalt de tot, hi ha un creu. La primera pedra es va col·locar el 24 de juliol de 1939, commemorant el tercer aniversari dels fets que van passar a l'any 1936. El monument, però no va ser construït fins al 1944. El 20 d'agost d'aquest mateix any, es va inaugurar el moviment dissenyat per Josep M. Vives Castellet. Quan s'inicià el període democràtic s'hi col·locà una placa on hi figurava el text: «A tots vosaltres 1936-39», fent referència al gran nombre d'afusellats que patí la població durant la guerra. Amb la reforma del 2010, aquesta placa es va retirar, juntament amb les sigles «FE» del cos superior, ja que feien referència a la falange espanyola. Actualment fa la funció de creu de terme.